# Тильгер, Адриано
Адриано Тильгер (итал. Adriano Tilgher; 1 октября 1947, Таранто) — итальянский ультраправый политик, радикальный неофашист. Обвинялся в террористических актах, оправдан по суду. Активист Национального авангарда, основатель партии Социальный национальный фронт. Близкий соратник Стефано Делле Кьяйе.

## Неофашистский активист
Политическую деятельность начал в 19 лет, будучи студентом Римского университета. Вступил в Итальянское социальное движение и в неофашистскую студенческую организацию FUAN-Caravella. Считая позицию парламентской партии излишне умеренной, перешёл в Национальный авангард (AN) Стефано Делле Кьяйе. Принадлежал к ближайшему окружению Делле Кьяйе.
1 марта 1968 года Адриано Тильгер участвовал в битве в Валле-Джулии. Запечатлён на канонической фотографии событий в первом ряду атаки на полицейскую цепь. В апреле 1968 года Тильгер посетил Грецию в составе делегации итальянских ультраправых, отмечавших годовщину прихода к власти «чёрных полковников». В 1970—1971 годах проводил организационные и пропагандистские мероприятия AN в поддержку восстания в Реджо-ди-Калабрия.

## Судебные преследования
5 июня 1976 года суд Рима запретил деятельность AN. Активисты организации, в том числе Адриано Тильгер, были признаны виновными в воссоздании фашистской партии. Выступая на процессе, Тильгер подчёркивал, что большинство активистов AN находились в заключении, и принимал на себя вину за соратников. Вместе с 30 другими активистами Тильгер был приговорён к краткосрочному тюремному заключению, однако сразу освобождён с учётом ранее отбытого. 7 июня 1976 Тильгер созвал пресс-конференцию, на которой заявил о роспуске AN.
Адриано Тильгер подозревался в причастности к ряду террористических актов эпохи Свинцовых семидесятых — взрыву экспресса «Италикус» в 1974 году, взрыву вокзала Болоньи в 1980. В 1982 году он был арестован и освобождён только в 1986 году. Оправдан по всем пунктам обвинения, получил возмещение от государства за незаконное лишение свободы.

## Партийная политика
В 1990 году Адриано Тильгер основал Национально-народную лигу и Национально-народную Альтернативу (в деятельности этих организаций принимал участие возвратившийся к тому времени в Италию Стефано Делле Кьяйе). В 1995 году вступил в партию Пино Раути Fiamma Tricolore. Вышел из партии в 1997 году из-за организационно-политического конфликта с Раути.
После ухода из Fiamma Tricolore Тильгер основал партию Национальный фронт, впоследствии переименованную в Социальный национальный фронт (FSN). В 2004—2006 годах партия Тильгера участвовала в коалиции Социальная альтернатива, в которую входили также «Социальное действие» Алессандры Муссолини и Новая сила Роберто Фиоре. Коалиция просуществовала до парламентских выборов 2006 года. Альянс был расторгнут из-за политического сближения внучки Муссолини с Сильвио Берлускони. Как последовательный неофашист, Тильгер не принял такого союза.
В 2007 году Тильгер присоединился к Patto d'Azione (Пакт действий) с «Социальным действием» Муссолини, «Новой силой» Фиоре, организацией Volontari Nazionale («Национальные добровольцы», структура, происходящая из силовых подразделений Итальянского социального движения) и партией Пино Раути Движение социальной идеи. Предполагалось совместное выступление на парламентских выборах 2008. Была вновь символически зафиксирована попытка консолидации ультраправых. Однако проект Patto d'Azione не получил развития из-за окончательного перехода Алекссандры Муссолини в партию Берлускони.
На парламентских выборах 2008 Тильгер поддержал партию La Destra («Правые») — лидер которой Франческо Стораче считается наследником линии Джорджо Альмиранте. Произошла организационная консолидация партий Стораче и Тильгера. В 2008—2011 Адриано Тильгер руководил программной комиссией La Destra. В 2010 Стораче назначил Тильгера руководителем партийных организаций в Тоскане.
Позиции Тильгера характеризовались выраженными социальными акцентами. Он резко критиковал ужесточение банками кредитных условий и социальную политику властей, проводимую по установкам ЕС:

Скорблю по итальянцам, которые сводят счёты с жизнью из-за кризиса, созданного политиками… Левые всегда использовали иммигрантов, чтобы получить их голоса на выборах. Мы протестуем против расизма наоборот — когда лишают крова итальянцев, не входящих в квоты Евросоюза по социальному жилью. Те же, кто на государственной службе, остаются столпами, избавленными от всякой серьёзной ответственности.

На выборах 2013 Адриано Тильгер занимал третью позицию в партийном списке «Правых». Однако избирательная неудача недостаточное, с точки зрения Тильгера, внимание к социальным проблемам привело к отходу FSN от La Destra и самостоятельной активизации Фронта, выступающего с «Третьей позиции».

## Идейные воззрения
Адриано Тильгер стоит на позициях бескомпромиссного неофашизма, антикоммунизма и антилиберализма. Исповедует прежние идеи Национального авангарда и «нового порядка» (в духе концепций Пино Раути 1950—1980-х годов). Является категорическим противником нынешнего Евросоюза, видя в нём антинациональную бюрократическую силу.

Мы решили создать политическую организацию для итальянцев, которые не хотят терпеть диктат Европейского центрального банка. Привлечь граждан к участию во всех сферах общественной жизни, восстановить здоровое государственное управление, поднять социальную систему, возродить само понятие Европы, пересмотреть все общественные долги, сделать образование доступным для всех — ради этих целей должна возникнуть серьёзная и последовательная сила, противостоящая нынешней однопартийности PD/PDL.

Адриано Тильгер

Важное место в выступлениях Тильгера занимает антиамериканизм, обличения международных финансистов, «долларовой элиты» и «имперской политики» США. В частности, Тильгер требует полного удаления из Италии американской военной инфраструктуры — поскольку НАТО выполнила свои задачи в Холодной войне и более не должна ограничивать суверенитеты европейских стран.

Судьба развела Италию и Америку по разные стороны. Как и в 1945 году, американская гегемония перерастает из материальной в политику уничтожения. Вчера с бомбами и танками, сегодня с финансовыми спекуляциями и рейтинговыми агентствами. Американизация подрывает национальный суверенитет, культурную независимость, способность нашей страны влиять на свою жизнь. Нас превращают в колонию казначейства Атлантики.

Адриано Тильгер

В то же время Адриано Тильгер с большой симпатией относится к Владимиру Путину. Партия Тильгера проводила в Риме агитационную кампанию, распространяя плакаты с портретом Путина и слоганом Io sto con Putin! — «Я с Путиным!».

Путин является одним из немногих европейских лидеров с чёткими идеями о том, что лучше для Европы. Подвергать Путина остракизму бессмысленно. Коммунизм потерпел поражение, и потому исторически и культурно Европа простирается до Урала.

Адриано Тильгер

Продолжается активное сотрудничество Адриано Тильгера со Стефано Делле Кьяйе. В июне 2014 Тильгер был одним из основных участников конференции ветеранов Национального авангарда Solidarieta Sociale — «Социальная солидарность».